# بيت حيدر (كحلان عفار)

تعديل مصدري - تعديل

بيت حيدر هي إحدى قرى عزلة بنى موهب بمديرية كحلان عفار التابعة لمحافظة حجة، بلغ تعداد سكانها 237 نسمة حسب تعداد اليمن لعام 2004.